# Codera

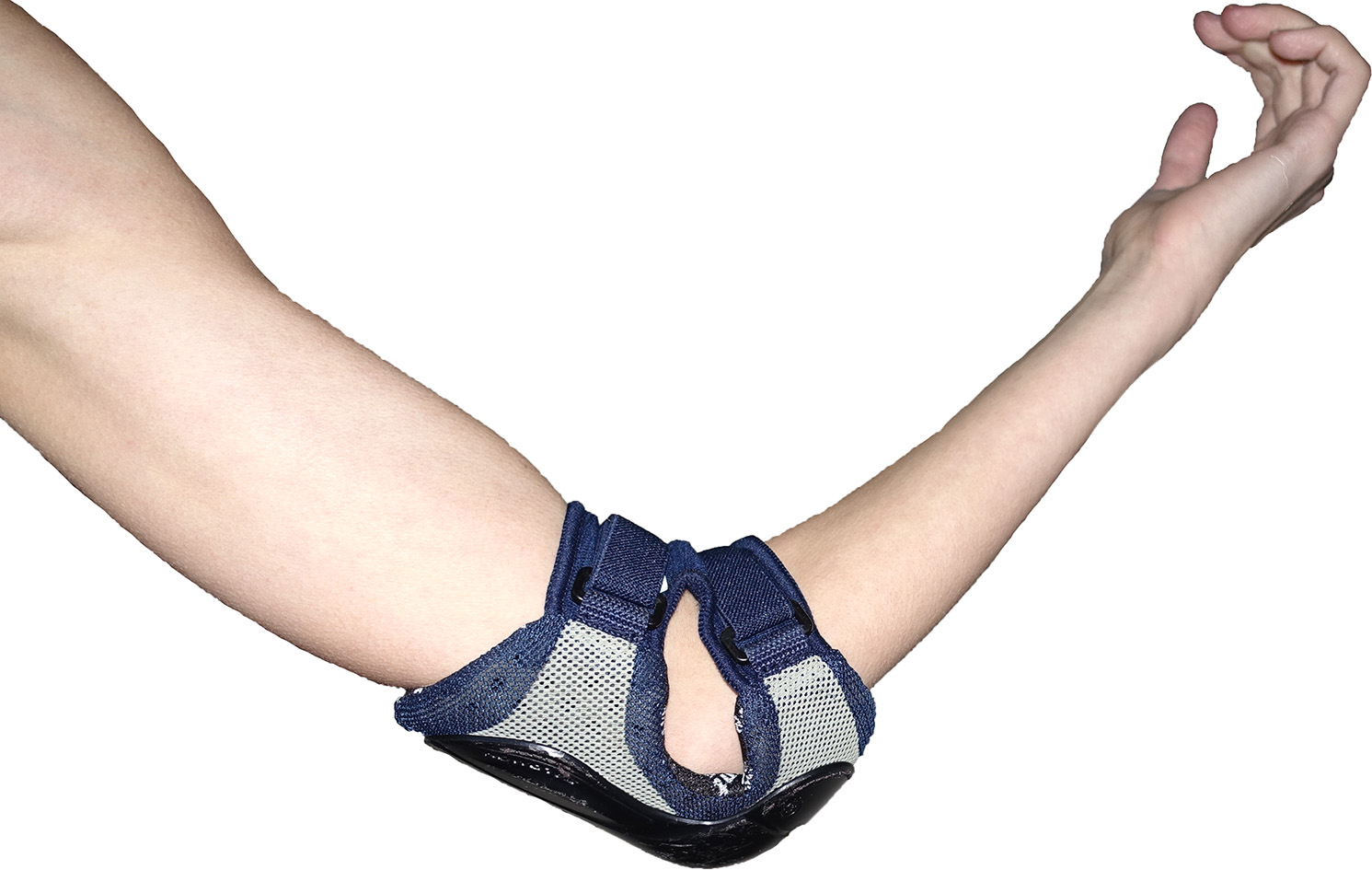
Una codera

Una codera es una pieza de tela que dispuesta alrededor del codo lo protege contra golpes y rozaduras o lo inmoviliza tras una enfermedad. 
Las coderas son prendas acolchadas que complementan el uniforme de determinados deportes en los que las caídas son frecuentes: hockey sobre hielo y en línea, skateboard, ciclismo, etc. Las coderas son unos bandas de plástico que se introducen por la mano ajustándose al codo mediante elástico. La parte acolchada queda por detrás con el fin de amortiguar el impacto en el momento de una eventual caída. Las coderas no suelen utilizarse por jugadores profesionales pero sí por principiantes en su fase de iniciación y en modalidades en que la alta velocidad o los saltos implican un mayor riesgo de traumatismo.
Como instrumento médico, las coderas ortopédicas son útiles en recuperaciones postoperatorias, lesiones deportivas, epicondilitis, reumatismos, etc. así como para aliviar el dolor en artrosis y artritis. En algunos deportes como el tenis, en que el codo soporta grandes tensiones, las coderas ajustables lo protegen y ayudan a superar las tendinitis.
También se llaman coderas a los refuerzos de cuero o plástico que se cosen en la manga del jersey o la chaqueta para impedir su rotura por rozadura o para disimular una ya existente.
- Datos: Q922872
- Multimedia: Elbow pads / Q922872